# Герберт, Генри, 10-й граф Пембрук
Генри Герберт (англ. Henry Herbert; 3 июля 1734 — 26 января 1794) — британский аристократ, 10-й граф Пембрук и 7-й граф Монтгомери с 1749 года (до этого носил титул учтивости лорд Герберт).

## Биография
Генри Герберт принадлежал к одному из самых богатых и влиятельных аристократических родов Великобритании. Он родился в 1734 году и стал единственным сыном Генри Герберта, 9-го графа Пембрука, и его жены Мэри Фицвильям. Генри носил титул учтивости лорд Герберт, пока не умер его отец (1749). После этого Герберт-младший занял место в Палате лордов как 10-й граф Пембрук.
Генри окончил Итонский колледж и поступил на военную службу. В 1760 году во главе 1-го драгунского полка и в чине генерал-майора он участвовал в Семилетней войне. В 1769 году граф был назначен лордом опочивальни короля Георга III, в 1782 году получил чин полного генерала и должность лорда-лейтенанта Уилтшира.
Граф был известен как большой знаток в области верховой езды. В 1755 году он построил в своей усадьбе Уилтон-хаус школу верховой езды; заказанные им 55 картин на эту тему висят с тех пор в одной из зал Уилтон-хауса. В 1762 году Герберт написал руководство по обучению верховой езде для британской армии, которое выдержало ряд переизданий.
Сохранился портрет графа, написанный Джошуа Рейнольдсом.

## Семья
Генри Герберт был женат на Элизабет Спенсер, дочери Чарльза Спенсера, 3-го герцога Мальборо, и Элизабет Тревор. В этом браке родились:
- Джордж (1759—1827), 11-й граф Пембрук[2];
- Шарлотта (1773—1784).